# Manifestation de la rue de Buci
La manifestation de la rue de Buci est un événement de la Résistance, significativement menée par des femmes, qui a lieu le 31 mai 1942 dans la rue de Buci à Paris sous l'occupation allemande.

## Histoire
Dès le 4 avril 1942, le PCF assigne à l'Organisation spéciale comme but « d'organiser des manifestations contre le rationnement, d'envahir en masse les restaurants et épiceries de luxe et de partager les vivres ». Ce sont les manifestations de ménagères.
Le magasin d'alimentation Eco, implanté rue de Buci, à l'angle avec le 77 rue de Seine, dans le 6e arrondissement de Paris, est envahi le 31 mai 1942, jour de la fête des Mères, par des militantes communistes. Elles s'emparent des boîtes de sardines exposées, en même temps qu'un tract est distribué expliquant : « Si nous élevons la voix davantage nous obtiendrons davantage. […] Servons-nous, nous-mêmes. Nos enfants ont faim, cela passe avant tout ».
Une bagarre avec les employées s'ensuit et la police intervient ; deux policiers sont abattus au revolver par les hommes d'un groupe de protection. La police arrête une vingtaine de personnes dont Madeleine Marzin qualifiée de « meneuse », Lucie Pécheux, dite “Lucette”, « pour avoir contribué à la dite action antiallemande en hébergeant l'un des participants armés, le FTPF Jean Pottier », et quelques hommes ; l'événement est qualifié par les autorités  d'« attentat terroriste ».